# Euplassa saxicola
Euplassa saxicola là một loài thực vật có hoa trong họ Quắn hoa. Loài này được (R.E.Schult.) Steyerm. miêu tả khoa học đầu tiên năm 1951.